# مناره زادیان
مناره زادیان (انگلیسی: Zadian Minaret) یک مناره در زادیان، استان بلخ در شمال افغانستان است. این شهر در منطقه دورافتاده ولسوالی دولت‌آباد در شمال غربی استان بلخ قرار دارد.

## ریشه‌یابی
کلمه منار عربی (منارة) است و معمولاً به برجی در کنار مسجد گفته می‌شود که مؤذن از آنجا مؤمنان را به نماز می‌خواند. با این حال می‌تواند به معنای فانوس دریایی نیز باشد.
این مناره بی‌نام است و به همین دلیل به نام روستای زادیان نامگذاری شده‌است.

## تاریخچه
این مناره توسط سلسله سلجوقیان در قرن دوازدهم ساخته شده‌است. بر اساس گزارش روزنامه باستان‌شناسی افغانستان، این مناره در سال ۱۱۰۸–۰۹ ساخته شده‌است. اما برخی مطالعات باستان‌شناسی حاکی از آن است که تاریخ ساخت مناره تقریباً حدود سال ۷۶۰ بوده‌است.
در قرن دوازدهم، چنگیزخان و مغول‌ها این منطقه را از دست دادند.
باستان‌شناسی در این ولسوالی توسط هیئت‌های مختلف از جمله هیئت باستان‌شناسی فرانسه در افغانستان (DAFA) صورت گرفته‌است.

## موقعیت
این مناره به ارتفاع ۲۵ متر در قرن دوازدهم از خشت و آجرهای گچ خورشیدی ساخته شده است. قطر آن ۱۸ متر و دارای ۶۴ پله است و عبارات خوشنویسی شده به خط کوفی در آن نقش بسته است. حرم پیامبر صالح در کنار مناره قرار دارد. این مناره همچنین با آثار باستانی مداین صالح، عربستان سعودی مرتبط است. مقبره سبز پوش صالح در داخل حرم رو به شرق است، در حالی که قبور اسلامی به گونه‌ای چیده شده است که رو به مکه، که در غرب افغانستان است، قرار دارد که نشان‌دهنده ریشه‌های پیش از اسلام این مکان است. در بیرون تاقچه‌ای قوسی شکل است که زائران تکه‌های گل را به امید درمان بیماری‌ها پوستی در آن جا می‌گذارند.

## نگارخانه

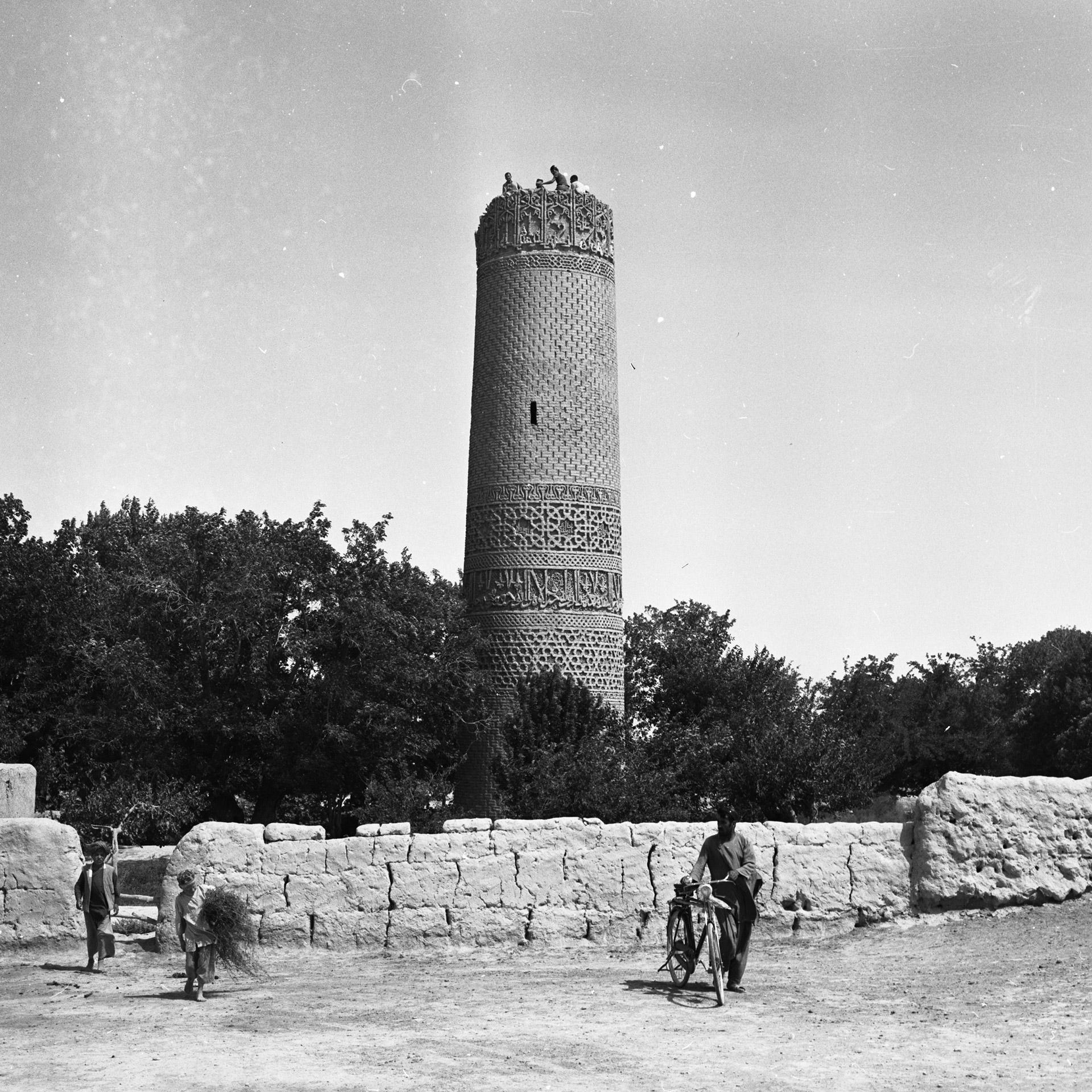
مناره زادیان در سال ۱۹۷۶
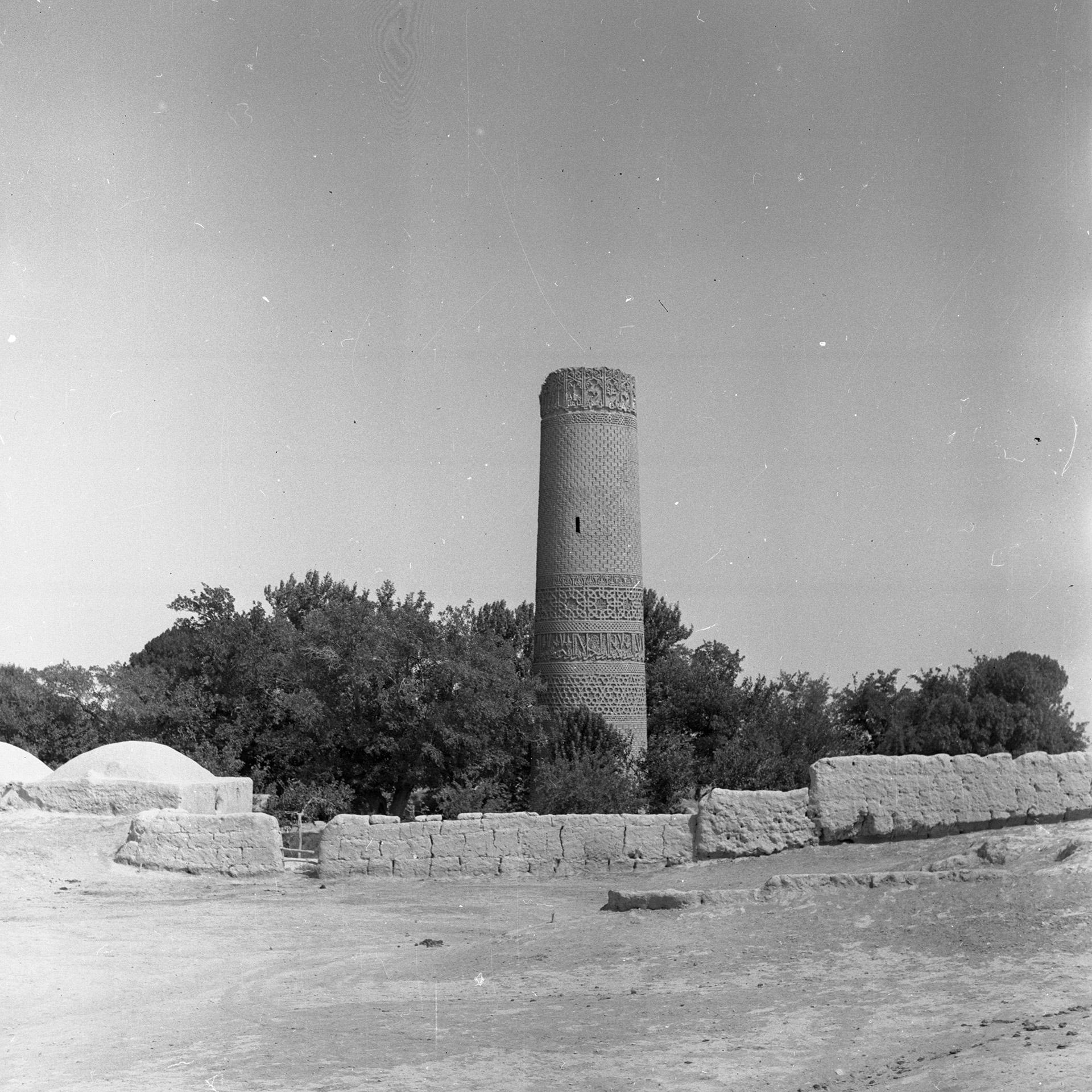
حرم پیامبر صالح سمت چپ مناره
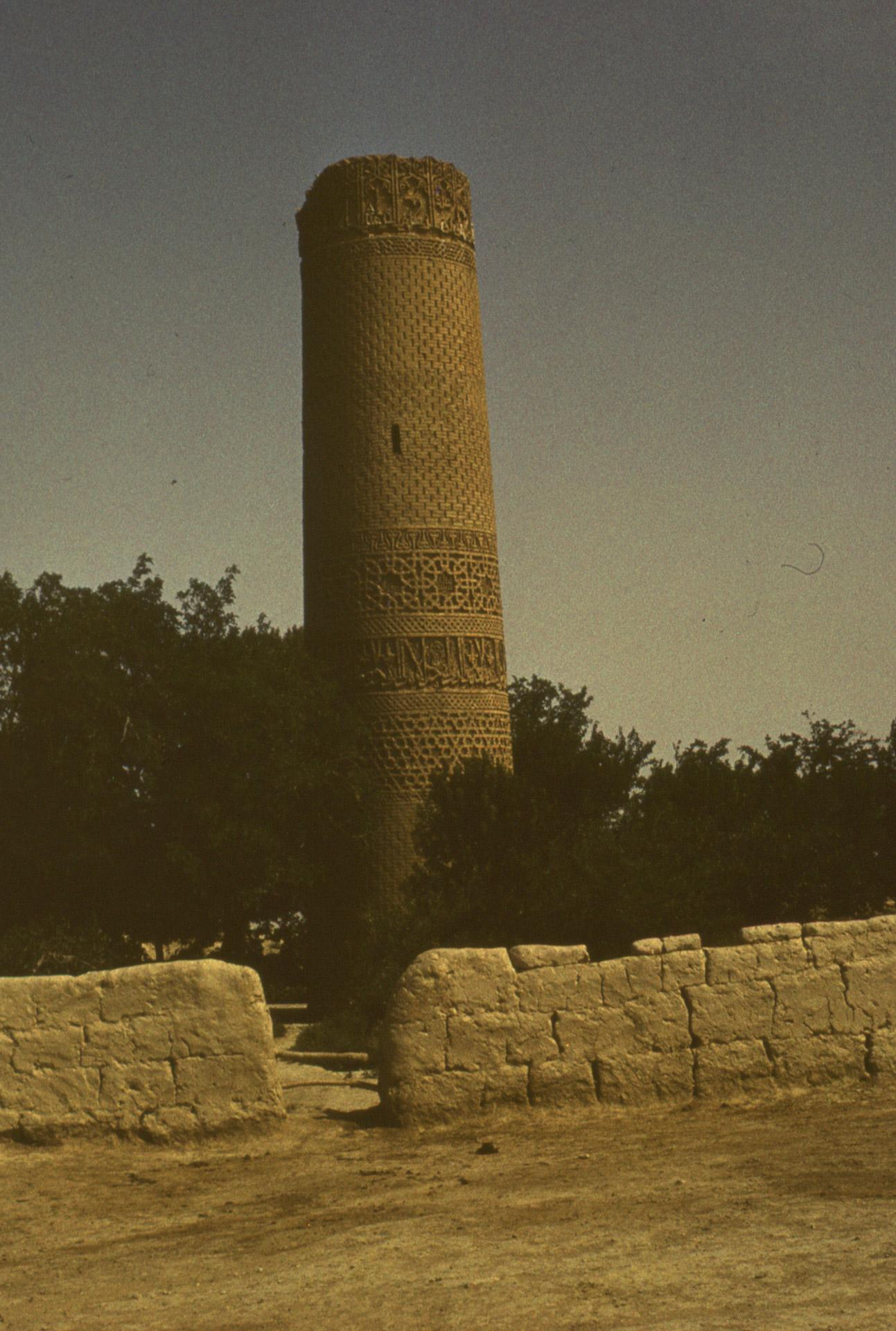
مناره زادیان